# Saint-Gervais-sur-Mare
Saint-Gervais-sur-Mare is een gemeente in het Franse departement Hérault (regio Occitanie) en telde op 1 januari 2022 839 inwoners. De plaats maakt deel uit van het arrondissement Béziers. Saint-Gervais-sur-Mare is gelegen aan de Via Tolosana (GR653) en is het begin- c.q. eindpunt van wandelroute GR787 (Capestang - Saint-Gervais-sur Mare).

## Geografie
De oppervlakte van Saint-Gervais-sur-Mare bedroeg op 1 januari 2022 24,29 vierkante kilometer; de bevolkingsdichtheid was toen 34,5 inwoners per km².

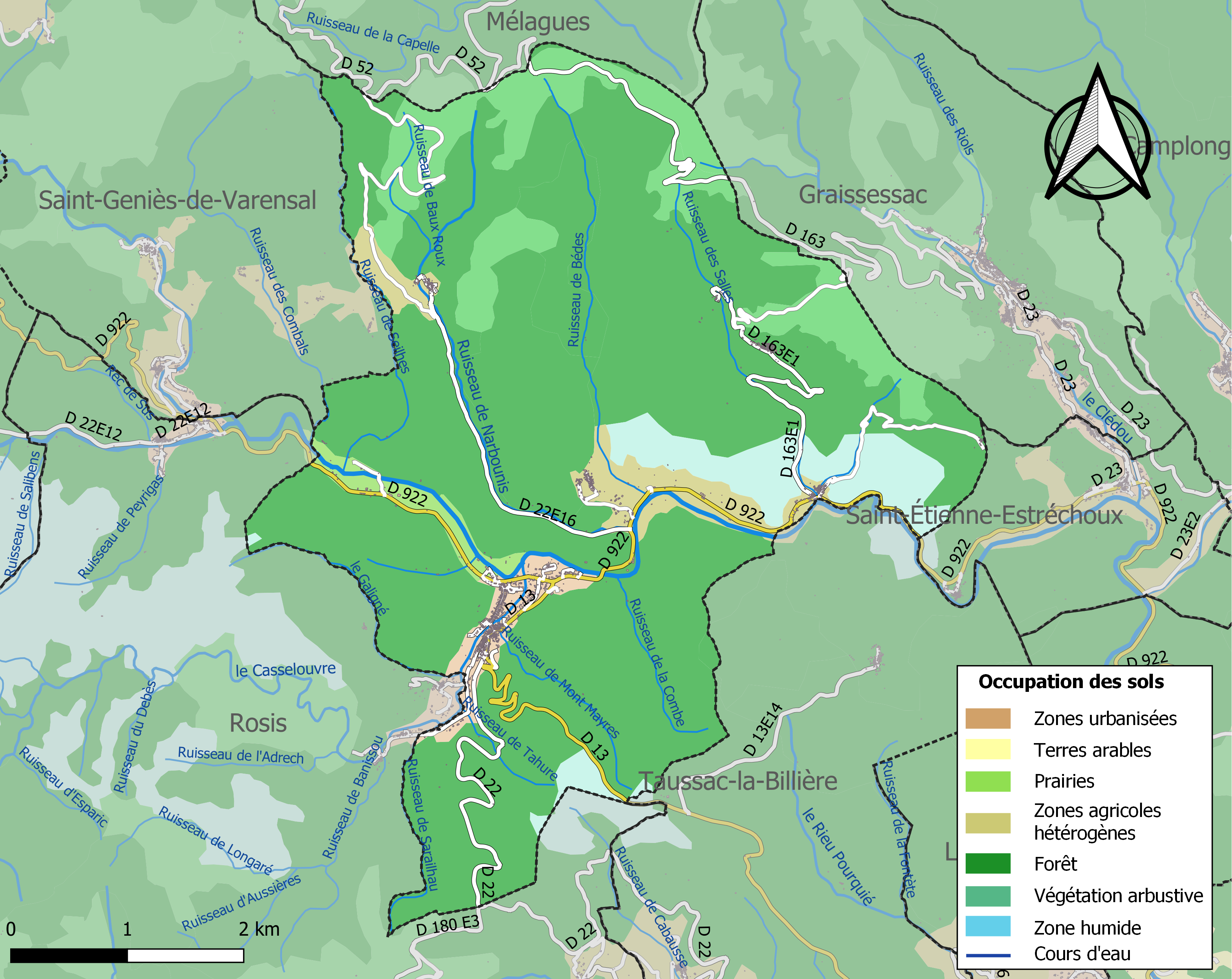
Kaart van de gemeente met belangrijkste infrastructuur, bodemgebruik en omliggende gemeenten

## Demografie
Onderstaande figuur toont het verloop van het inwonertal (bron: INSEE-tellingen).

## Afbeeldingen

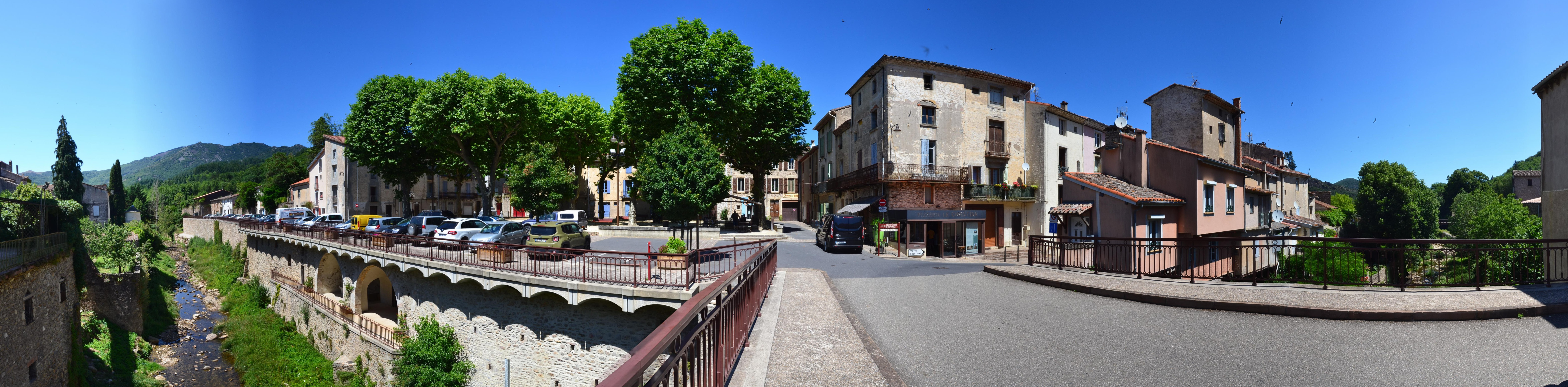
Centrum met Place du Quai
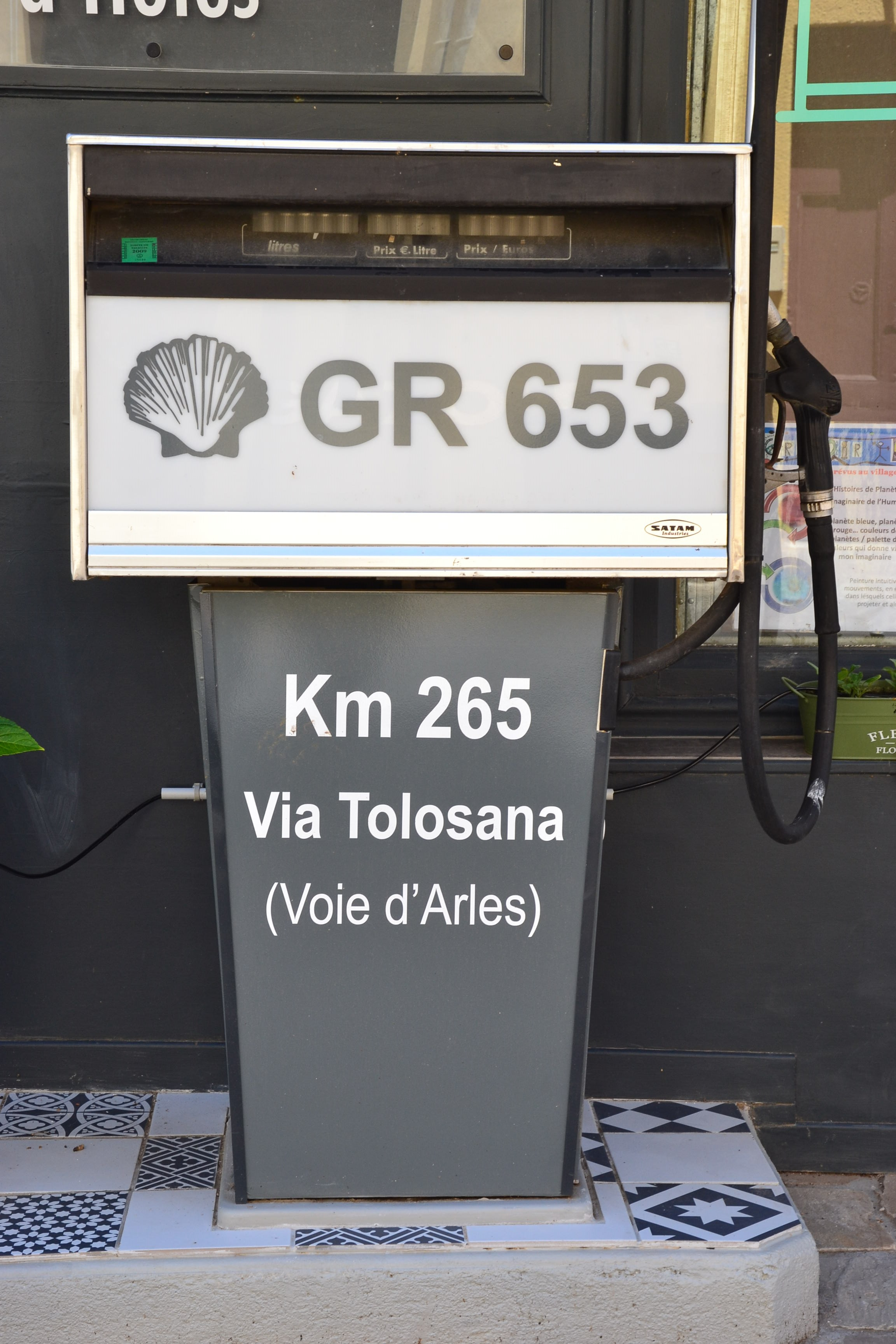
Ongebruikelijke markering van de Via Tolosana (GR653)